# AV Возничего
AV Возничего (лат. AV Aurigae) — одиночная звезда в созвездии Возничего на расстоянии приблизительно 2934 световых лет (около 900 парсеков) от Солнца. Видимая звёздная величина звезды — +9,64m.

## Характеристики
AV Возничего — красный гигант спектрального класса M0. Радиус — около 35,07 солнечных, светимость — около 281,421 солнечных. Эффективная температура — около 3992 К. Ранее считалась переменной звездой, но дальнейшие наблюдения переменности не подтвердили.